# Castanopsis cryptoneuron
Castanopsis cryptoneuron är en bokväxtart som först beskrevs av Augustin Abel Hector Léveillé, och fick sitt nu gällande namn av Aimée Antoinette Camus. Castanopsis cryptoneuron ingår i släktet Castanopsis och familjen bokväxter. Inga underarter finns listade.